# Ела сред звездите
„Ела сред звездите“ (на английски: Interstellar Ella) е белгийско-канадски компютърно анимиран сериал, създаден от Адам Лонг, който дебютира по Cartoonito на 17 октомври 2022 г. Той е продуциран от британската компания Aardman Animations.

## В България
В България сериалът започва излъчване по локалната версия на Cartoonito на 10 юли 2023 г. с разписание всеки ден от 7:00 и 22:00 ч.

### Нахсинхронен дублаж
| Роля  | Изпълнител      |
| ----- | --------------- |
| Ела   | Далия Георгиева |
| Маду  | Никол Султанова |
| Маги  | Нина Гавазова   |
| Слипи | Ангелина Русева |
| Тили  | Лина Шишкова    |

| Обработка           | студио „Про Филмс“ |
| ------------------- | ------------------ |
| Режисьор на дублажа | Евгения Ангелова   |
| Преводач            | Ромина Кирчева     |